# Бочкеу
Бочкеу (рум. Bocicău) — село у повіті Сату-Маре в Румунії. Входить до складу комуни Тарна-Маре.
Село розташоване на відстані 465 км на північний захід від Бухареста, 39 км на північний схід від Сату-Маре.

## Населення
За даними перепису населення 2002 року у селі проживали 647 осіб. Рідною мовою 646 осіб (99,8%) назвали румунську.
Національний склад населення села:
| Національність | Кількість осіб | Відсоток |
| -------------- | -------------- | -------- |
| румуни         | 574            | 88,7%    |
| цигани         | 72             | 11,1%    |